# Llanpumsaint
Llanpumsaint est un village et une communauté du Carmarthenshire, au pays de Galles.

## Toponymie
Llanpumsaint signifie « l'église (llan) des cinq (pump) saints (saint) » en gallois. Les cinq saints en question sont Ceitho (en), Celynnen, Gwyn, Gwynno et Gwynoro.

## Démographie
Au recensement de 2011, la communauté de Llanpumsaint comptait 734 habitants.